# Brzezieński Młyn
Brzezieński Młyn (dodatkowa nazwa w j. kaszub. Brzezyńsczi Młin; niem. Briesenermühle) – mała kolonia kaszubska w Polsce położona w województwie pomorskim, w powiecie bytowskim, w gminie Lipnica na Pojezierzu Bytowskim w regionie Kaszub zwanym Gochami położona w województwie pomorskim nad północnym brzegiem jeziora Gwiazda.
W latach 1975–1998 miejscowość administracyjnie należała do województwa słupskiego.

## Galeria

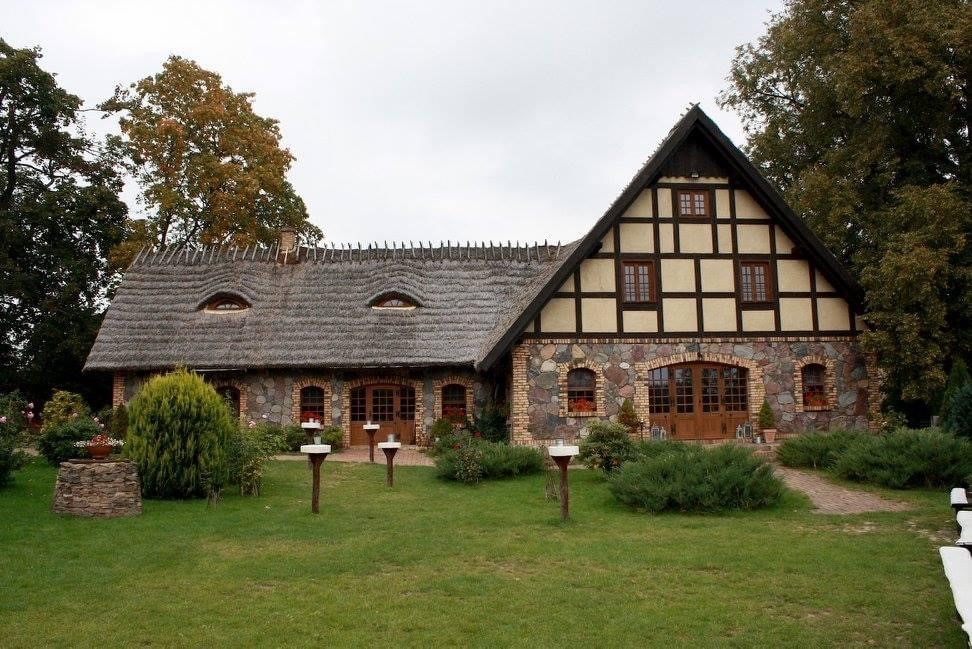
Gospoda w Brzezińskim Młynie